# 15 př. n. l.

## Narození
- 24. května – Nero Claudius Germanicus, římský vojevůdce († 10. října 19)

## Úmrtí
- Sextus Propertius, římský básník (* asi 47 př. n. l.)

## Hlavy států
- Římské impérium – Augustus (27 př. n. l. – 14)
- Parthská říše – Fraatés IV. (38 – 2 př. n. l.)
- Čína – Čcheng-ti (dynastie Západní Chan)